# Алексий Аспиет
Алексий Аспиет (на средногръцки: Ἀλέξιος Ἀσπιέτης) е византийски управител на Сяр, водач на антибългарско въстание в Пловдив през 1205 година, провъзгласен за император от гражданите.

## Биография
Принадлежи към благородническия арменски род Аспиети, вероятно роднина на военачалниците Михаил Аспиет и Константин Аспиет, живели в края на XII век. Алексий Аспиет се появява в изворите за пръв път през 1195 година като византийски управител на град Сяр (Серес), на когото император Алексий III Ангел заповядва да посрещне настъпващата българска армия на въстаналите братя Петър и Асен. В битката при Сяр през лятото или есента на 1195 година византийската войска е разбита и Аспиет заедно с много други византийци попада в български плен.
Втората поява на Аспиет в източниците е в 1205 година, когато, очевидно освободен от плен, той е във въстаналия срещу латинската власт Пловдив (Филипопол). След разгромната победа на цар Калоян над латинците при Одрин (Адрианопол) на 14 април 1205 година, византийското население на Пловдив заедно с други византийски градове в Тракия въстава срещу неизбежната окупация на града от българските войски и обявява Аспиет за император. Калоян настъпва срещу Пловдив и след кратка съпротива и обещание за пощада градът се предава през юни. Калоян, ядосан от предателството на византийските градове в Тракия, нарушава думата си и екзекутира лидерите на града, включително Аспиет, който според Никита Хониат, първо е оставен обесен с главата надолу, след това е нарязан на части и хвърлен в ров на лешоядите.